# Стратановский, Сергей Георгиевич
Сергей Георгиевич Стратановский (род. 5 декабря 1944, Ленинград) — русский поэт и библиограф, экскурсовод, сотрудник Российской национальной библиотеки.

## Биография
Родился 5 декабря 1944 г. в семье филолога-классика Г. Стратановского, который перевёл на русский язык «Историю» Геродота и «Историю» Фукидида. Мать, Заботкина Ольга Сергеевна, переводчица с французского языка, преподаватель в Ленинградском университете. Начал писать стихи в юности. Посещал Литературный клуб при Дворце пионеров, где вела занятия Наталья Иосифовна Грудинина.
В 1963—1968 гг. учился на филфаке Ленинградского университета, на французском, затем на русском отделении. Принимал участие в Блоковском семинаре, руководимом профессором Д. Е. Максимовым.
В 1968 окончил филологический факультет Ленинградского университета.
Работал экскурсоводом в музее Пушкина, в  Эрмитаже. С 1983 библиограф в Публичной библиотеке.
В 1981 году совместно с Кириллом Бутыриным создал в Ленинграде самиздатский общественно-литературный журнал «Обводный канал» (выпускался до 1993 года; вышло 18 номеров).
Как и многие другие неофициальные поэты Ленинграда, посещал ЛИТО Давида Дара (объединение «Голос юности») и Глеба Семёнова. Стал известен благодаря публикации в антологии Михаила Шемякина «Аполлон-77». Около 40 стихотворений было опубликовано в антологии Кузьминского (1983). Первая публикация на родине состоялась в сборнике «Круг» (1985).
Начал регулярно публиковаться с начала 1990-х годов: в журналах «Звезда», «Арион», «Знамя», «Вестник новой литературы», «Мир Паустовского», «Новый мир», «Согласие»; в саратовских журналах : «Волга» и «Последний экземпляр», в рижском журнале «Родник».
В 1993 году вышел первый сборник Стратановского «Стихи», включающий произведения 70-х — 80-х годов, в 2000-м — второй: «Тьма дневная», в 2002-м — третий — «Рядом с Чечнёй» и в 2005-м — четвёртый «На реке непрозрачной».
Член Союза писателей Санкт-Петербурга (с 1999), Международного ПЕН-Центра (с 2001). Стипендиат Фонда имени И. А. Бродского (2000). В 1995 году — лауреат Царскосельской премии. В 2000 г. вошёл в шорт-лист премии Андрея Белого. В 2001 г. получил премию журнала «Звезда» за цикл стихов об Италии. В 2005 году — лауреат Пастернаковской премии.
В 2010 лауреат премии «Московский счёт» за книгу «Оживление бубна» и премии им. Гоголя за книгу «Смоковница». В 2009 г. в Турине (Италия), в издательстве Эйнауди, вышла книга избранных стихов «Buio diurno» (Тьма дневная).
В марте 2014 года вместе с рядом других деятелей науки и культуры выразил своё несогласие с аннексией Крыма и войной на востоке Украины.
Книги Стратановского переводились на английский, болгарский, голландский, иврит, итальянский, литовский, немецкий, польский, финский, французский, чеченский, шведский и эстонский языки.

## Премии
- Царскосельская художественная премия (1995)
- Пастернаковская премия (2005)
- Лауреат журнала «Зинзивер» в категории «Поэзия» (2009)
- премия имени Н. В. Гоголя (2010)
- специальный приз официального партнёра премии «Московский счёт» (2010)
- Премия Андрея Белого (2010)
- Премия Кардуччи (2011, Пьетрасанта, Италия, см.: )
- Премия VIII Международного фестиваля «Биеннале поэтов» «Живая легенда» (2013, Москва; см.: )
- Премия «Парабола» (2019)

## Книги стихов
- Стихи. — СПб.: Новая литература, 1993. — 128 с. — ISBN 6-85080-004-2.
- Тьма дневная: Стихи девяностых годов. — М.: Новое литературное обозрение, 2000. — 187 с. — (Премия Андрея Белого). — ISBN 5-86793-125-0.
- Рядом с Чечнёй: Новые стихотворения и драматическое действо. — СПб.: Пушкинский фонд, 2002. — 48 с. — ISBN 5-89803-084-0.
- На реке непрозрачной: Книга новых стихотворений. — СПб.: Пушкинский фонд, 2005. — 64 с. — ISBN 5-89803-132-4.
- Оживление бубна. — М.: Новое издательство, 2009. — 66 с. — (Новая серия). — ISBN 978-5-98379-120-6.
- Смоковница: Стихи разных лет. — СПб.: Пушкинский фонд, 2010. — 64 с. — ISBN 978-5-89803-206-7.
- Граффити: Книга стихов разных лет. — СПб.: Пушкинский фонд, 2011. — 84 с. — ISBN 978-5-89803-218-0.
- Иов и араб: Книга стихотворений. — СПб.: Пушкинский фонд, 2013. — 32 с. — ISBN 978-5-89803-230-2.
- Молотком Некрасова: Книга новых стихов. — СПб.: Пушкинский фонд, 2014. — 68 с. — ISBN 978-5-89803-242-5.
- Нестройное многоголосие. Стихи 2014–2015. — СПб.: Пушкинский фонд, 2016. — 56 с. — ISBN 978-5-89803-252-4.
- Изборник: Стихи 1968–2018. — СПб.: Издательство Ивана Лимбаха, 2019. — 384 с. — ISBN 978-5-89059-352-8.

### Переводные публикации
- Niedaleko od Czeczenii (пол.) / на рус., пол. и чечен. яз.; пер. на пол. Петра Мицнера. — Podkowa Lesna: Aula, 2001. — 39 с.